# Bruno Magliocchetti
Bruno Magliocchetti (Isola del Liri, 11 maggio 1940) è un politico italiano.

## Carriera politica
La sua attività politica inizia nel 1953, quando a seguito dei drammatici fatti che insanguinarono Trieste con i moti dei cittadini che chiedevano, fra passione e disperazione, il ritorno della città all'Italia, si iscrisse al MSI di cui fu membro del Comitato Centrale e Commissario della Federazione Provinciale di Frosinone.
Durante gli anni '70 si consacra definitivamente all'interno del MSI, diventando uno dei tre pilastri del partito nella provincia di Frosinone assieme a Romano Misserville e Oreste Tofani.
Dal 1970 al 1988 fu eletto consigliere comunale di Isola del Liri Comune di Isola del Liri e dal 1985 al 1990 fu consigliere provinciale di Frosinone. Dopo un breve periodo come consigliere comunale a Sora dal 1988 al 1993 fu sindaco di Isola del Liri dal 1993 al 1999.
Nel 1992 fu eletto Senatore della Repubblica nel collegio Sora-Cassino Homepage | Senato della Repubblica per il Movimento Sociale Italiano - Destra Nazionale. Nel 1994 e nel 1996 fu rieletto senatore per Alleanza Nazionale quando fu membro della Commissione Lavoro e Previdenza Sociale e, successivamente, della Commissione Affari Esteri.
È cittadino onorario di New Orleans (USA) , città gemellata con Isola del Liri, e membro dell'Accademia Europea per le Relazioni Economiche e Culturali .

## Progetti
È stato l'ideatore, l'animatore ed è tuttora il Presidente del Movimento Popolare per Lirinia.

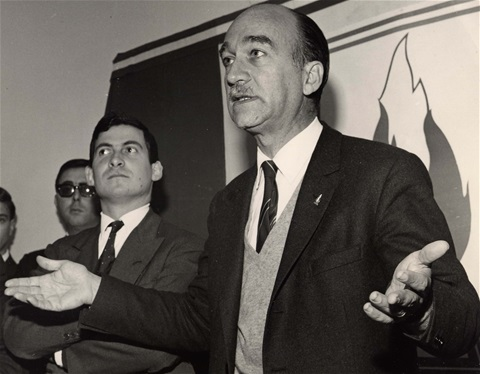
Magliocchetti e Almirante nel 1967

Esso ha come scopo precipuo la fusione dei Comuni di Sora,  Isola del Liri, Arpino, Castelliri e Broccostella in un'unica città di circa 50 000 abitanti, Lirinia (città del Liri).
Nel 1998 organizzò ad Isola del Liri uno dei primi convegni per l'istituzione del Partito unico del centrodestra al quale parteciparono 38 parlamentari del Polo delle Libertà; i lavori furono conclusi da un forte e favorevole intervento dell'on. Gianfranco Fini.
In quella occasione il Sen. Bruno Magliocchetti propose di chiamare il nuovo movimento politico Alleanza per l'Italia.
Alle elezioni del 2001 non fu ricandidato né al Senato della Repubblica né alla Camera dei deputati, entrando in polemica con diversi dirigenti dello stesso partito.

## Altre attività
È stato dirigente nazionale della CISNAL (UgL) e funzionario dell'Istituto Nazionale per l'Assicurazione contro gli Infortuni sul Lavoro (INAIL).
È vice presidente della Fondazione Piergiorgio Magliocchetti.

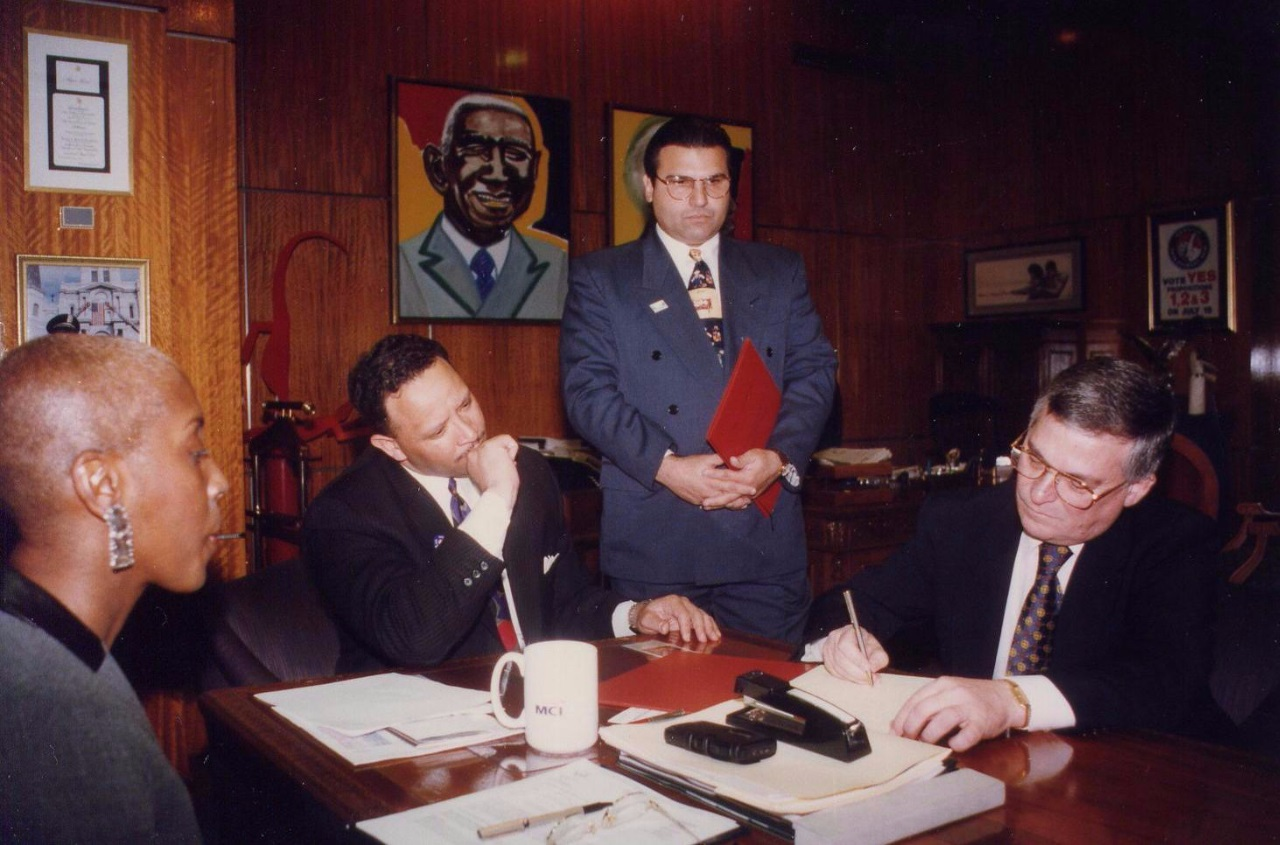
I sindaci Marc H. Morial e Bruno Magliocchetti siglano il gemellaggio tra i comuni di Isola Liri e New Orleans, 28/1/1997

Ha scritto e pubblicato i seguenti libri:
- Lirinia, progetto "glocale" (Pensare globalmente, agire localmente), 1999
- La storia di una crisi annunciata - 2000
- Discorsi parlamentari, 2001
- La Cascata Grande e il ramo sinistro del Liri, 2004.
- L'angolo azzurro prima del cielo (autobiografia romanzata) - 2010
- Il concerto sotto il muro - Gruppo Editoriale Albatros - 2012
- La metafora delle assi incrociate - Europa Edizioni - 2014
- Il paese che giace su un'isola del Liri - Edizione PI.MA - 2017
- La rivoluzione infranta di quel 1993 - Edizione PI.MA - 2019
- Lirinia, la città tradita! - Edizione PI.MA - 2020
- Memorie di un ottuagenario - Edizione PI.MA - 2021
- Sonniloquio - Edizione PI.MA - 2022